# Magnus Johan von Tiesenhausen
Magnus Johan von Tiesenhausen, född 1631 i Livland, död 1700, var en svensk militär.
Magnus Johan von Tiesenhausen blev överstelöjtnant vid Königsmarcks kavalleriregemente 1676, var överste och chef för Königsmarcks kavalleriregemente 1678–1690, var chef för ett livländskt värvat infanteriregemente 1690–1697 och chef för Estniska kavalleriregementet 1697–1700.